# Dito Szanidze
Dmitrij „Dito” Szanidze (gruz. დიმიტრი შანიძე, ur. 8 lutego 1937 w Derczi, zm. 18 listopada 2010 w Tbilisi) – gruziński sztangista. W barwach ZSRR dwukrotny medalista olimpijski.
Brał udział w dwóch igrzyskach olimpijskich (IO 68, IO 72), na obu zdobywał srebrne medale w wadze do 60 kilogramów. Szanidze wywalczył jednocześnie medale mistrzostw świata. Był także mistrzem świata w 1973, brązowym medalista tej imprezy w 1969. Zdobył złoto mistrzostw Europy w 1972 i 1973, srebro w 1968, 1969, 1971 i 1974. Pobił trzy rekordy globu.